# Pseudagris carinata.
Pseudagris carinata. är en stekelart som först beskrevs av Henri Saussure 1863.  Pseudagris carinata. ingår i släktet Pseudagris och familjen Eumenidae. Inga underarter finns listade i Catalogue of Life.